# کارلوس فرناندز لونا
کارلوس فرناندز لونا (اسپانیایی: Carlos Fernández Luna‎؛ زادهٔ ۲۲ مهٔ ۱۹۹۶) بازیکن فوتبال اهل اسپانیا است.
از باشگاه‌هایی که در آن بازی کرده‌است می‌توان به باشگاه فوتبال سویا اشاره کرد.
وی همچنین در تیم‌های ملی فوتبال Spain U16 Spain U19 بازی کرده‌است.